# Maillet, Allier
Maillet är en kommun i departementet Allier i regionen Auvergne-Rhône-Alpes i de centrala delarna av Frankrike. Kommunen ligger  i kantonen Hérisson som ligger i arrondissementet Montluçon. År 2018 hade Maillet 314 invånare.

## Befolkningsutveckling
Antalet invånare i kommunen Maillet
Referens: INSEE